# George Nader (Lobbyist)
George Aref Nader (arabisch جورج نادر, *  15. Mai 1959 im Libanon) ist ein libanesisch-US-amerikanischer Unternehmer, Lobbyist und Politikberater. Er verfügt über enge Verbindungen zum Herrscherhaus der Vereinigten Arabischen Emirate und war Berater von Emir Muhammad bin Zayid Al Nahyan. Bei der US-Präsidentschaftswahl 2016 kooperierte er im Auftrag ausländischer Auftraggeber sowohl mit Donald Trump als auch mit Hillary Clinton. Im Jahr 2021 bekannte sich Nader schuldig, gegen die US-Gesetze zur Wahlkampffinanzierung verstoßen zu haben, nachdem er über 3,5 Millionen Dollar an die Clinton-Kampagne gespendet hatte. Er wurde zudem dreimal für Verbrechen im Zusammenhang mit dem sexuellen Missbrauch von Kindern verurteilt.

## Laufbahn
Nader wurde in eine Familie von libanesischen Christen geboren. Als Teenager zog er in die USA, wo er die Cleveland State University besuchte. Er brach sein Studium jedoch ab, um das Magazin International Insight zu gründen, welches später in Middle East Insight umbenannt wurde und für ein englischsprachiges Publikum über die Geschehnisse des Nahen Ostens berichtete. Das Magazin interviewte US-Präsidenten wie Bill Clinton und George W. Bush sowie wichtige Politiker aus der Region wie Jassir Arafat oder Husni Mubarak. Dies verschaffte Nader Kontakte in höchste politische Kreise. Während der Amtszeit von George H. W. Bush war er an Verhandlungen über die Freilassung von amerikanischen Geiseln im Libanon beteiligt und während der Clinton-Regierung bemühte sich Nader in Zusammenarbeit mit dem Estée-Lauder-Erben Ronald Lauder erfolglos um die Vermittlung eines israelisch-syrischen Friedensabkommens.
In den frühen 2000er Jahren stellte Nader Middle East Insight plötzlich ein. Nader verließ Washington und verbrachte die meiste Zeit im Nahen Osten, insbesondere im Irak nach der amerikanischen Invasion 2003. Während dieser Zeit fungierte Nader als „Schattendiplomat“, der US-Politiker mit Vertretern des Nahen Ostens zusammenbrachte. Erik Prince, Gründer der privaten Sicherheitsfirma Blackwater, stellte Nader ein, um bei Verträgen mit der irakischen Regierung zu helfen; in einer Aussage von 2010 bezeichnete Prince Nader als „Berater für Geschäftsentwicklung“.
Im August 2016 traf sich Nader mit Donald Trump Jr., Erik Prince und Joel Zamel, einem israelischen Unternehmer und Spezialisten für die Manipulation sozialer Medien, um dem Trump-Team Hilfe beim Wahlsieg anzubieten. Es blieb unklar, ob die fast 2 Millionen Dollar, die Nader nach Trumps Sieg an Zamel zahlte, darauf zurückzuführen waren oder nicht. Nader diente als Gesandter des saudi-arabischen Kronprinzen Mohammad bin Salman und von Mohammed bin Zayed Al Nahyan, dem Kronprinzen des Emirats Abu Dhabi. Nader arbeitete gleichzeitig auch mit der Clinton-Kampagne zusammen, da die arabischen Golfstaaten auf beide Kandidaten Einfluss nehmen wollten.
Nader nahm im Dezember 2016 an einem Treffen in New York zwischen Vertretern der Vereinigten Arabischen Emirate und den Mitarbeitern des designierten US-Präsidenten Donald Trump, Jared Kushner, Michael Flynn und Steve Bannon teil. Im Januar 2017 nahm er an einem Treffen zwischen den Emiratis und Prince auf den Seychellen teil und war anwesend, als Prince sich mit Vertretern der VAE und Kirill Dmitrijew, dem Leiter des staatlichen Russian Direct Investment Fund, traf. Während der Trump-Präsidentschaft fungierte Nader weiterhin als Lobbyist für die Interessen der Emiratis und der Saudis. 2017 drängte Nader das Weiße Haus, Außenminister Rex Tillerson zu entlassen, den die Saudis und Emiratis als nicht hart genug gegenüber Iran und Katar ansahen.
Im Januar 2018 befragten die Ermittler von Sonderermittler Robert Mueller Nader im Zusammenhang mit dem Verdacht, dass die VAE an der Präsidentschaftskampagne 2016 von Präsident Donald Trump beteiligt gewesen sei. Nader wurde Immunität für Informationen im Rahmen der Ermittlungen hinsichtlich seiner eigenen Beteiligung gewährt.

## Verurteilungen

### Illegale Wahlkampffinanzierung
Im Dezember 2019 wurden Gerichtsdokumente veröffentlicht, aus denen hervorging, dass Nader vor einem US-Gericht angeklagt wurde, gegen Gesetze zur Wahlkampffinanzierung verstoßen und Unterlagen gefälscht zu haben. Die Staatsanwaltschaft gab an, dass Nader über 3,5 Millionen Dollar an Organisationen überwiesen habe, die Hillary Clintons Präsidentschaftswahlkampf 2016 unterstützten, und zwar unter dem Deckmantel, die Quelle zu verschleiern. Nach der Wahl von Donald Trump spendete Khawaja eine Million Dollar für dessen Amtseinführung. Aus den Dokumenten geht hervor, dass Nader den Status seiner Bemühungen an eine nicht genannte ausländische Nation meldete. Nader bekannte sich 2021 der „Verschwörung zum Betrug der US-Regierung“ in diesem Fall schuldig und wurde im Juli 2023 zu 20 Monaten Gefängnis verurteilt, die er nach Ablauf seiner Haftstrafe wegen sexuellen Kindesmissbrauchs verbüßen muss.

### Pädophilie
Nader wurde wegen mehrerer Straftaten im Zusammenhang mit der sexuellen Ausbeutung von Minderjährigen verurteilt. Eine 1985 erhobene Anklage wegen der Entgegennahme von Filmen und Zeitschriften aus den Niederlanden, die minderjährige Jungen bei sexuellen Handlungen zeigen, wurde aufgrund eines ungültigen Durchsuchungsbefehls abgewiesen. Ein Bundesgericht in Virginia verurteilte ihn 1991 zu einer sechsmonatigen Haftstrafe wegen des Transports pornografischer Videokassetten aus Deutschland, auf denen Jungen im Alter von etwa 13 oder 14 Jahren zu sehen waren. Die Staatsanwaltschaft stimmte zu, den Fall „aufgrund der äußerst sensiblen Natur von Naders Arbeit im Nahen Osten“ unter Verschluss zu halten.
Im Jahr 2003 wurde er in Prag, Tschechien, wegen sexuellen Missbrauchs von zehn Jungen zu einem Jahr Gefängnis verurteilt. Ein Gerichtssprecher erklärte gegenüber der Presse, dass die Verbrechen zwischen 1999 und 2002 begangen wurden. In einem Fall forderte Nader in seinem Zimmer im Hotel Hilton Prague von einem 14-jährigen Jungen Oralverkehr. Nachdem der Junge sich geweigert hatte, masturbierte Nader vor ihm und zahlte ihm 2.000 Kronen.
Im Januar 2018 wurde er von FBI-Agenten befragt, die im Auftrag von Sonderermittler Robert Mueller arbeiteten, und auf einem seiner drei Handys wurde zufällig Kinderpornografie gefunden, als die Agenten es untersuchten. Im Juni 2019 wurde er verhaftet und wegen Besitzes von Kinderpornografie und Bildern von Zoophilie angeklagt. Er wurde im selben Jahr zusätzlich angeklagt, im Februar 2000 einen 14-jährigen tschechischen Jungen aus Europa zum Missbrauch in sein Haus in Washington gebracht zu haben. Nach einem Plea Deal wurde er im Juni 2020 zu 10 Jahren Haft verurteilt.